# وست مورس
وست مورس (به انگلیسی: West Moors) یک روستا و محله مدنی در بریتانیا است که در East Dorset واقع شده‌است. وست مورس ۷٬۵۶۱ نفر جمعیت دارد.